# الحزب الشيوعي الروماني
الحزب الشيوعي الروماني (بالرومانية: Partidul Comunist Român) كان حزبًا شيوعيًا في رومانيا. خلف الحزب الشيوعي الروماني الجناح المؤيد للبلاشفة في الحزب الاشتراكي في رومانيا وأعطى تأييده الأيديولوجي للثورة الشيوعية الساعية للإطاحة بمملكة رومانيا. كان الحزب الشيوعي الروماني عبارة عن تجمع صغير وغير قانوني في معظم فترة ما بين الحربين العالميتين، وخضع للسيطرة المباشرة من الكومنترن. خلال فترة الثلاثينيات، سجن معظم نشطائه أو لجأوا إلى الاتحاد السوفياتي، ما أدى إلى إنشاء فصائل منفصلة ومتنافسة حتى فترة الخمسينيات. ظهر الحزب الشيوعي ممثلًا شعبيًا قويًا على المشهد السياسي الروماني في أغسطس من العام 1944، عندما انخرط في الانقلاب الملكي الذي أطاح بحكومة أيون أنتونيسكو الموالية للنازية. بدعم من القوى المهنية السوفيتية، تمكن الحزب الشيوعي الروماني من نفي الملك مايكل الأول قسريًا، وأقام حكمًا شيوعيًا صريحًا في عام 1948.
عمل الحزب تحت عنوان حزب العمال الروماني منذ العام 1948 حتى العام 1965 عندما أعاد نيكولاي تشاوتشيسكو تسميته رسميًا بعد انتخابه أمينًا عامًا مباشرةً. منذ العام 1953 وحتى العام 1989، كان هو الحزب الوحيد المسموح به قانونًا في البلاد.
كان الحزب الشيوعي الروماني حزبًا شيوعيًا، نظم على أساس المركزية الديمقراطية، وهو مبدأ تصوره المنظر الماركسي الروسي فلاديمير لينين والذي ينطوي على مناقشة ديمقراطية ومفتوحة حول السياسة المتعلقة بشرط التضامن في دعم السياسات المتفق عليها. كان مؤتمر الحزب أعلى هيئة داخل الحزب الشيوعي الروماني، وكان يعقد يعقد كل خمس سنوات. عندما لم يكن المؤتمر في حالة انعقاد، تصبح اللجنة المركزية أعلى هيئة. لأن اللجنة المركزية تجتمع مرتين في السنة، فإن معظم المهام والمسؤوليات اليومية أصبحت منوطة بالمكتب السياسي. كان زعيم الحزب هو نفسه رئيس الحكومة وشغل منصب إما الأمين العام أو رئيس الوزراء أو رئيس الدولة، وخاصة منصب رئيس رومانيا.
من الناحية الأيديولوجية، كان الحزب الشيوعي الروماني ملتزمًا بالماركسية اللينينية، وهي مزيج من الأفكار الأصلية للفيلسوف الألماني والمنظر الاقتصادي كارل ماركس ولينين، قدمه الزعيم السوفيتي جوزيف ستالين في عام 1929 باعتباره أيديولوجية الحزب التوجيهية، لتبقى كذلك طوال فترة وجود الحزب. في عام 1947، استوعب الحزب الشيوعي الكثير من أعضاء الحزب الاشتراكي الديمقراطي الروماني السابقين، وجذب العديد من الأعضاء الجدد. في أوائل الخمسينيات، هزم الجناح المسيطر للحزب الشيوعي الروماني بقيادة غورغي غورغيو ديج، وبدعم من ستالين نفسه، جميع الفصائل الأخرى وحقق السيطرة الكاملة على كل من الحزب والدولة. بعد عام 1953، نظّر الحزب تدريجيًا «المسار الوطني» نحو الشيوعية، لكنه في نفس الوقت كان يماطل قبل الانضمام إلى إخوانه في حلف وارسو لاجتثاث الستالينية. استمر الموقف الشيوعي القومي والوطني في الحزب الشيوعي الروماني تحت قيادة نيكولاي تشاوتشيسكو. بعد فترة من التحرر في أواخر الستينيات، تبنى تشاوتشيسكو مرة أخرى نهجًا متشددًا، وفرض «أطروحات يوليو»، وأعاد نهج ستالين إلى حكم الحزب من خلال تكثيف انتشار الأيديولوجية الشيوعية في المجتمع الروماني، وتعزيز قبضته على السلطة في الوقت نفسه مع استخدام سلطة الحزب في تهيئة الشعب لعبادة شخصية القائد. على مر السنين، ازداد حجم الحزب الشيوعي البريطاني بشكل كبير ومصطنع، وأصبح خاضعًا بالكامل إلى إرادة تشاوتشيسكو. ابتداءً من الستينيات، كان الحزب الشيوعي الروماني يتمتع بسمعة لكونه أكثر استقلالًا إلى حد ما عن الاتحاد السوفييتي من إخوانه في حلف وارسو، لكنه أصبح في نفس الوقت واحدًا من أكثر الأحزاب تشددًا في الكتلة الشرقية. انهار عام 1989 في أعقاب الثورة الرومانية.
نسق الحزب الشيوعي الروماني العديد من المنظمات خلال وجوده، بما في ذلك اتحاد الشباب الشيوعي، ونظم التدريب لكوادره في أكاديمية ستيفان جورجيو. بالإضافة إلى «شينتيا» (الوهج)، منبره الرسمي والصحيفة الرئيسية بين عامي 1931 و1989، أصدر الحزب الشيوعي الروماني العديد من المنشورات المحلية والوطنية في مراحل مختلفة من تاريخه (بما في ذلك، بعد عام 1944، «رومانيا ليبيرا»).

## تأسيسه
تأسس الحزب في عام 1921 عندما نجح الفصيل المتطرف المتأثر بالبلاشفة بالسيطرة على الحزب الاشتراكي الديمقراطي في رومانيا الذي كان هو الحزب الاشتراكي في رومانيا، خلفًا لحزب العمال الاشتراكي الديمقراطي الروماني المنحل والحزب الاشتراكي الديمقراطي الروماني الذي كان عمره قصيرًا ( أُعيد تأسيس الأخير في عام 1927، ولمّ شمل المعارضين للسياسات الشيوعية). ارتبطت المؤسسة بانتماء المجموعة الاشتراكية إلى الكومنترن (قبل المؤتمر الثالث الأخير): بعد إرسال وفد إلى روسيا البلشفية،  غادرت مجموعة من المعتدلين (بما في ذلك لوان فلويراس ولوزيف جومانكا وليون جيليرتير وكونستانتين بوبوفيتشي) البلاد في أوقات مختلفة ابتداءً من العام 1921.
أعاد الحزب تسمية نفسه ليصبح الحزب الاشتراكي الشيوعي، وبعد ذلك بقليل، أصبح اسمه الحزب الشيوعي لرومانيا أو الحزب الشيوعي الروماني. أدى القمع الحكومي والمنافسة مع المجموعات الاشتراكية الأخرى إلى انخفاض كبير في عدد الأعضاء المنضوين في الحزب، فانخفض العدد من أكثر من 40 ألف عضو ضمن الحزب الاشتراكي، إلى أقل من 2000 وأكثر من 500 عضو بعد سقوط حكم الحزب الواحد في عام 1989. يؤكد المؤرخون الرومانيون بشكل عام أن الحزب كان لديه حوالي 1000 عضو في نهاية الحرب العالمية الثانية. يجادل باحثون آخرون بأن هذا الرقم ربما يكون قد استند عمدًا إلى شخصيات فصيل موسكوفيت الذين قللوا من شأنه من أجل تقويض تأثير الفصيل الداخلي. سُوّق هذا التقدير بعد ذلك في التأريخ ما بعد الشيوعية من أجل تعزيز الصورة النمطية للنظام باعتباره نظام غير شرعي.
لم يكن للحزب الشيوعي في بداياته تأثير يذكر في رومانيا. يعود ذلك إلى عدد من العوامل منها: افتقار البلاد إلى التنمية الصناعية، ما أدى إلى ظهور طبقة عاملة صغيرة نسبيًا (حيث يعمل قطاع الصناعة والتعدين أقل من 10% من السكان العاملين) وعدد كبير من الفلاحين، إضافة إلى التأثير الطفيف للماركسية بين المثقفين الرومانيين ونجاح قمع الدولة لقيادة الحزب بدفعه للعمل السري والحد من أنشطته، وأخيرًا، فإن سياسة الحزب «المناهضة للوطنية»، كما بدأ ذكرها في عشرينيات القرن العشرين تحت إشراف الكومنترن، دعت إلى تفكيك رومانيا الكبرى، التي كانوا يعتبرونها كيانًا استعماريًا «يحتل بشكل غير قانوني» كلًا من ترانسيلفانيا ودوبروجا وبيسارابيا وبوكوفينا (المناطق التي جادل الشيوعيون أنها حرمت من حق تقرير المصير).
كانت الشعبوية الوطنية تسيطر على الأحزاب اليسارية الرومانية، وهي أيديولوجية أصلية عكست جزئيًا تأثير حركة الناردونكس، وركزت على الفلاحين  وكانت تدعم بقوة الوضع الإقليمي القائم بعد العام 1919، على الرغم من أنهم كانوا يميلون إلى معارضة نظام السلطة المركزية الذي أسسه هذا الوضع الإقليمي.
كانت الصورة التي كونها الأجانب عن الحزب الشيوعي الروماني ترجع إلى حقيقة أن المنحدرين من الإثنية الرومانية كانوا أقلية في صفوفه حتى بعد نهاية الحرب العالمية الثانية: بين عامي 1924 و 1944، لم يكن أي من أمناء الحزب العامين من أصل روماني. كان لدى رومانيا في فترة ما بين الحربين العالميتين أقلية من السكان تبلغ 30%، وكان الحزب يستقي أعضاءه بغالبيتهم من هذه الفئة التي كانت نسبة كبيرة منها من اليهود والمجريين والبلغاريين. أضاف التمييز العرقي ضد هذه الأقليات إلى انجذابهم للأفكار الثورية.